# 2228 Soyuz-Apollo
2228 Soyuz-Apollo је астероид главног астероидног појаса са средњом удаљеношћу од Сунца која износи 3,132 астрономских јединица (АЈ).
Апсолутна магнитуда астероида је 10,9.